# Hay Point
Hay Point är en ort i Australien. Den ligger i delstaten Queensland, omkring 780 kilometer nordväst om delstatshuvudstaden Brisbane. Antalet invånare är 1 386.
Trakten är glest befolkad. Hay Point är det största samhället i trakten. Genomsnittlig årsnederbörd är 1 672 millimeter. Den regnigaste månaden är mars, med i genomsnitt 448 mm nederbörd, och den torraste är september, med 21 mm nederbörd.